# Chris Richards
Christopher Jeffrey „Chris” Richards (ur. 28 marca 2000 w Birmingham) – amerykański piłkarz, występujący na pozycji środkowego obrońcy w angielskim klubie Crystal Palace oraz w reprezentacji Stanów Zjednoczonych.

## Kariera piłkarska

### FC Dallas i Bayern II Monachium
Urodzony w stanie Alabama Chris Richards karierę piłkarską rozpoczął w 2016 w juniorach Texans SC Houston. W 2017 przeszedł do juniorów FC Dallas, z którym 12 kwietnia 2018 podpisał profesjonalny kontrakt jako 22 zawodnik Homegrown Player.
W maju 2018 Richards wraz z kolegą z zespołu – Thomasem Robertsem udał się na 10-dniowy okres próbny do klubu Bundesligi – Bayernu Monachium w ramach porozumienia między dwoma klubami. Dzięki występom w lipcu 2018 roku zaoferowano Richardsowi roczne wypożyczenie do Bawarczyków.
21 lipca 2018 Richards zadebiutował w Bayernu Monachium w wygranym 3:1 z Parisem Saint-Germain w ramach turnieju International Champions Cup 2018, w którym zastąpił w 62. minucie Sandro Wagnera. W sezonie 2018/2019 występował regularnie w Bayernie Monachium U-19, gdzie otrzymywał pochwały za swoje umiejętności powietrzne i umiejętności podania. 19 stycznia 2019 roku Richards podpisał stały kontrakt na 1 500 000 dolarów amerykańskich z Bayernem Monachium. Jednak ze względu na zbyt silną konkurencję w pierwszym zespole Bawarczyków, Richards występował w grającej 3. Fußball-Lidze drugiej drużynie klubu, w której debiut ligowy zaliczył 19 sierpnia 2019 roku w wygranym 2:1 meczu wyjazdowym z FC Hallescher. Łącznie w sezonie 2019/2020 rozegrał 30 meczów ligowych, w których strzelił 4 gole oraz zdobył mistrzostwo 3. Fußball-Ligi, jednak jako drużyna rezerw nie mogła grać w 2. Bundeslidze.

### Bayern Monachium
20 czerwca 2020 zadebiutował w Bundeslidze w wygranym 3:1 meczu domowym z SC Freiburg. 18 września 2020 zadebiutował w sezonie 2020/2021 w wygranym 8:0 meczu domowym z Schalke Gelsenkirchen zastępując w 73. minucie Jérôme'a Boatenga.
4 października 2020 w wygranym 4:3 domowym meczu ligowym z Herthą Berlin, w którym w 51. minucie zaliczył asystę przy golu Roberta Lewandowskiego na 2:1 po raz pierwszy wystąpił w podstawowym składzie Bawarczyków, jednak w 65. minucie został zastąpiony przez Benjamina Pavarda.
25 listopada 2020 zadebiutował w Lidze Mistrzów w wygranym 3:1 domowym meczu fazy grupowej z austriackim Red Bull Salzburg, w którym w 79. minucie został zastąpiony przez Javiego Martineza.

### TSG 1899 Hoffenheim
1 lutego 2021 dołączył do TSG 1899 Hoffenheim na zasadzie wypożyczenia do końca sezonu.

## Kariera reprezentacyjna
W styczniu 2018 Richards wziął udział w MNT Youth National Team Summit Camp, w którym udział wzięli 153 zawodników z młodzieżowych reprezentacji Stanów Zjednoczonych (U-16, U-17, U-18, U-19 i U-20). 7 września 2018 roku zadebiutował w reprezentacji Stanów Zjednoczonych U-20 w Lakewood Ranch w wygranym 3:1 meczu towarzyskim z reprezentacją Jamajki U-20, w którym w 85. minucie został zastąpiony przez Lennarda Maloneya. 12 listopada 2018 roku został powołany przez selekcjonera Jankesów – Taba Ramosa na Mistrzostwa Ameryki Północnej U-20 2018, na których Jankesi byli gospodarzami, a Richards wystąpił w 2 meczach w pełnym wymiarze czasowym: dwóch ostatnich meczach turnieju w Bradenton: 20 listopada 2018 roku w ostatnim meczu drugiej rundy z reprezentacją Hondurasu U-20 (1:0) oraz w finale z reprezentacją Meksyku U-20, w którym Jankesi wygrali 2:0 i tym samym zdobyli mistrzostwo Ameryki Północnej U-20.
10 maja 2019 Richards został powołany przez selekcjonera Jankesów – Taba Ramosa do 21-osobowej kadry na mistrzostwa świata U-20 2019 w Polsce, na których Richards rozegrał wszystkie 5 meczów w pełnym wymiarze czasowym (z wyjątkiem meczu z reprezentacją Nigerii U-20 – w 60. minucie został zastąpiony przez Marka McKenziego), w tym sensacyjnie wygranym 3:2 meczu 1/8 finału z murowanym faworytem turnieju – reprezentacją Francji U-20 oraz w meczu ćwierćfinałowym z reprezentacją Ekwadoru U-20 rozegranym na Stadionie Miejskim w Gdyni, w którym Jankesi przegrali 1:2 i tym samym zakończyli udział w turnieju.
15 października 2019 zadebiutował w reprezentacji Stanów Zjednoczonych U-23 w wygranym 6:1 meczu towarzyskim z reprezentacji Salwadoru U-23 rozegranym na FIU Soccer Stadium w Miami, w którym w 46. minucie zastąpił Justena Glada.
W listopadzie 2020 po raz został powołany przez selekcjonera Gregga Berhaltera do seniorskiej reprezentacji Stanów Zjednoczonych na mecze towarzyskie z reprezentacją Walii oraz reprezentacją Panamy. Debiut zaliczył 16 listopada 2020 roku na austriackim Stadion Wiener Neustadt (wkrótce po meczu podjęto decyzję o rozebraniu obiektu) w meczu z reprezentacją Panamy, w którym w 80. minucie zastąpił Matta Miazgę.

## Statystyki kariery
Klubowe
| Klub                       | Sezon              | Liga               | Liga  | Liga   | Puchar Kraju | Puchar Kraju | Puchar Ligi | Puchar Ligi | Kontynent | Kontynent | Inne  | Inne   | Ogólnie | Ogólnie |
| Klub                       | Sezon              | Rozgrywki          | Mecze | Bramki | Mecze        | Bramki       | Mecze       | Bramki      | Mecze     | Bramki    | Mecze | Bramki | Mecze   | Bramki  |
| -------------------------- | ------------------ | ------------------ | ----- | ------ | ------------ | ------------ | ----------- | ----------- | --------- | --------- | ----- | ------ | ------- | ------- |
| Bayern Monachium II        | 2019/2020          | 3. Liga            | 30    | 4      | —            | —            | —           | —           | —         | —         | —     | —      | 30      | 4       |
| Bayern Monachium II        | 2020/2021          | 3. Liga            | 8     | 0      | —            | —            | —           | —           | —         | —         | —     | —      | 8       | 0       |
| Bayern Monachium II        | Ogólnie            | Ogólnie            | 38    | 4      | 0            | 0            | 0           | 0           | 0         | 0         | 0     | 0      | 38      | 4       |
| Bayern Monachium           | 2019/2020          | Bundesliga         | 1     | 0      | 0            | 0            | —           | —           | 0         | 0         | 0     | 0      | 1       | 0       |
| Bayern Monachium           | 2020/2021          | Bundesliga         | 3     | 0      | 0            | 0            | —           | —           | 3         | 0         | 1     | 0      | 7       | 0       |
| Bayern Monachium           | 2021/2022          | Bundesliga         | 1     | 0      | 1            | 0            | —           | —           | 0         | 0         | 0     | 0      | 2       | 0       |
| Bayern Monachium           | Ogólnie            | Ogólnie            | 5     | 0      | 1            | 0            | 0           | 0           | 3         | 0         | 1     | 0      | 10      | 0       |
| TSG 1899 Hoffenheim (wyp.) | 2020/2021          | Bundesliga         | 11    | 0      | 0            | 0            | —           | —           | 2         | 0         | —     | —      | 13      | 0       |
| TSG 1899 Hoffenheim (wyp.) | 2021/2022          | Bundesliga         | 19    | 1      | 2            | 0            | —           | —           | 0         | 0         | —     | —      | 21      | 1       |
| TSG 1899 Hoffenheim (wyp.) | Ogólnie            | Ogólnie            | 30    | 1      | 2            | 0            | 0           | 0           | 2         | 0         | —     | —      | 34      | 1       |
| Crystal Palace U-21        | 2022/2023          | Premier League 2   | 1     | 0      | —            | —            | —           | —           | —         | —         | —     | —      | 1       | 0       |
| Crystal Palace U-21        | 2023/2024          | Premier League 2   | 1     | 0      | —            | —            | —           | —           | —         | —         | —     | —      | 1       | 0       |
| Crystal Palace U-21        | Ogólnie            | Ogólnie            | 2     | 0      | 0            | 0            | 0           | 0           | 0         | 0         | 0     | 0      | 2       | 0       |
| Crystal Palace             | 2022/2023          | Premier League     | 9     | 0      | 0            | 0            | 1           | 0           | —         | —         | —     | —      | 10      | 0       |
| Crystal Palace             | 2023/2024          | Premier League     | 26    | 1      | 2            | 0            | 2           | 0           | —         | —         | —     | —      | 30      | 1       |
| Crystal Palace             | 2024/2025          | Premier League     | 24    | 1      | 6            | 0            | 2           | 0           | —         | —         | —     | —      | 32      | 1       |
| Crystal Palace             | Ogólnie            | Ogólnie            | 59    | 2      | 8            | 0            | 5           | 0           | 0         | 0         | 0     | 0      | 72      | 2       |
| Ogólnie w karierze         | Ogólnie w karierze | Ogólnie w karierze | 134   | 7      | 11           | 0            | 5           | 0           | 5         | 0         | 1     | 0      | 156     | 7       |

### Reprezentacyjne
| Reprezentacja          | Rok     | Mecze | Gole |
| ---------------------- | ------- | ----- | ---- |
| Stany Zjednoczone U-20 |         |       |      |
| 2018                   | 4       | 0     |      |
| 2019                   | 8       | 1     |      |
| Łącznie                | Łącznie | 12    | 1    |
| Stany Zjednoczone U-23 | 2019    | 1     | 0    |
| Łącznie                | Łącznie | 1     | 0    |
| Stany Zjednoczone      | 2020    | 1     | 0    |
| Stany Zjednoczone      | 2021    | 5     | 0    |
| Stany Zjednoczone      | 2022    | 2     | 0    |
| Stany Zjednoczone      | 2023    | 6     | 1    |
| Stany Zjednoczone      | 2024    | 9     | 0    |
| Stany Zjednoczone      | 2025    | 5     | 1    |
| Łącznie                | Łącznie | 28    | 2    |

| Mecze w reprezentacji  | Mecze w reprezentacji  | Mecze w reprezentacji  | Mecze w reprezentacji  | Mecze w reprezentacji  | Mecze w reprezentacji  | Mecze w reprezentacji          | Mecze w reprezentacji  |
| Lp.                    | Data                   | Miasto                 | Przeciwnik             | Gol                    | Wynik                  | Rozgrywki                      | Uwagi                  |
| Stany Zjednoczone U-20 | Stany Zjednoczone U-20 | Stany Zjednoczone U-20 | Stany Zjednoczone U-20 | Stany Zjednoczone U-20 | Stany Zjednoczone U-20 | Stany Zjednoczone U-20         | Stany Zjednoczone U-20 |
| ---------------------- | ---------------------- | ---------------------- | ---------------------- | ---------------------- | ---------------------- | ------------------------------ | ---------------------- |
| 1.                     | 07.09.2018             | Lakewood Ranch         | Jamajka U-20           |                        | 3:1                    | Towarzyski                     | 85'                    |
| 2.                     | 11.09.2018             | Bradenton              | Wenezuela U-20         |                        | 3:1                    | Towarzyski                     | 90'                    |
| 3.                     | 20.11.2018             | Bradenton              | Honduras U-20          |                        | 0:1                    | Mistrzostwa CONCACAF U-20 2018 | 90'                    |
| 4.                     | 22.11.2018             | Bradenton              | Meksyk U-20            |                        | 2:0                    | Mistrzostwa CONCACAF U-20 2018 | 90'                    |
| 5.                     | 22.03.2019             | Murcia                 | Francja U-20           |                        | 2:2                    | Towarzyski                     | 90'                    |
| 6.                     | 25.03.2019             | Murcia                 | Japonia U-20           |                        | 2:1                    | Towarzyski                     | 90'                    |
| 7.                     | 18.05.2019             | Kraków                 | Urugwaj U-20           | Gol                    | 1:1                    | Towarzyski                     | 90'                    |
| 8.                     | 24.05.2019             | Bielsko-Biała          | Ukraina U-20           |                        | 1:2                    | Mundial U-20 2019              | 90'                    |
| 9.                     | 27.05.2019             | Bielsko-Biała          | Nigeria U-20           |                        | 2:0                    | Mundial U-20 2019              | do 60'                 |
| 10.                    | 30.05.2019             | Tychy                  | Katar U-20             |                        | 1:0                    | Mundial U-20 2019              | 90'                    |
| 11.                    | 04.06.2019             | Bydgoszcz              | Francja U-20           |                        | 2:3                    | Mundial U-20 2019              | 90'                    |
| 12.                    | 08.06.2019             | Gdynia                 | Ekwador U-20           |                        | 1:2                    | Mundial U-20 2019              | 90'                    |
| Stany Zjednoczone U-23 |                        |                        |                        |                        |                        |                                |                        |
| 1.                     | 15.10.2019             | Miami                  | Salwador U-23          |                        | 6:1                    | Towarzyski                     | od 46'                 |
| Stany Zjednoczone      |                        |                        |                        |                        |                        |                                |                        |
| 1.                     | 16.11.2020             | Wiener Neustadt        | Panama                 |                        | 6:2                    | Towarzyski                     | od 80'                 |
| 2.                     | 25.03.2021             | Wiener Neustadt        | Jamajka                |                        | 4:1                    | Towarzyski                     | od 46'                 |
| 3.                     | 28.03.2021             | Belfast                | Irlandia Północna      |                        | 2:1                    | Towarzyski                     | od 63'                 |
| 4.                     | 14.10.2021             | Columbus               | Kostaryka              |                        | 2:1                    | el. MŚ 2022                    | 90'                    |
| 5.                     | 13.11.2021             | Cincinnati             | Meksyk                 |                        | 2:0                    | el. MŚ 2022                    | od 90+1'               |
| 6.                     | 16.11.2021             | Kingston               | Jamajka                |                        | 1:1                    | el. MŚ 2022                    | 90'                    |
| 7.                     | 28.01.2022             | Columbus               | Salwador               |                        | 1:0                    | el. MŚ 2022                    | 90'                    |
| 8.                     | 30.01.2022             | Hamilton               | Kanada                 |                        | 0:2                    | el. MŚ 2022                    | 90'                    |
| 9.                     | 16.06.2023             | Paradise               | Meksyk                 |                        | 3:0                    | Liga Narodów CONCACAF 2022/23  | 90'                    |
| 10.                    | 19.06.2023             | Paradise               | Kanada                 | Gol                    | 2:0                    | Liga Narodów CONCACAF 2022/23  | 90'                    |
| 11.                    | 09.09.2023             | St. Louis              | Uzbekistan             |                        | 3:0                    | Towarzyski                     | do 64'                 |
| 12.                    | 13.09.2023             | Saint Paul             | Oman                   |                        | 4:0                    | Towarzyski                     | do 71'                 |
| 13.                    | 14.10.2023             | East Hartford          | Niemcy                 |                        | 1:3                    | Towarzyski                     | do 65'                 |
| 14.                    | 18.10.2023             | Nashville              | Ghana                  |                        | 4:0                    | Towarzyski                     | do 72'                 |
| 15.                    | 22.03.2024             | Arlington              | Jamajka                |                        | 3:1                    | Liga Narodów CONCACAF 2023/24  | 120'                   |
| 16.                    | 25.03.2024             | Arlington              | Meksyk                 |                        | 2:0                    | Liga Narodów CONCACAF 2023/24  | 90'                    |
| 17.                    | 08.06.2024             | Landover               | Kolumbia               |                        | 1:5                    | Towarzyski                     | 90'                    |
| 18.                    | 13.06.2024             | Orlando                | Brazylia               |                        | 1:1                    | Towarzyski                     | 90'                    |
| 19.                    | 24.06.2024             | Arlington              | Boliwia                |                        | 2:0                    | Copa América 2024              | 90'                    |
| 20.                    | 28.06.2024             | Atlanta                | Panama                 |                        | 1:2                    | Copa América 2024              | 90'                    |
| 21.                    | 02.07.2024             | Kansas City            | Urugwaj                |                        | 0:1                    | Copa América 2024              | 90'                    |
| 22.                    | 07.09.2024             | Kansas City            | Kanada                 |                        | 1:2                    | Towarzyski                     | 90'                    |
| 23.                    | 11.09.2024             | Cincinnati             | Nowa Zelandia          |                        | 1:1                    | Towarzyski                     | 90'                    |
| 24.                    | 21.03.2025             | Inglewood              | Panama                 |                        | 0:1                    | Liga Narodów CONCACAF 2024/25  | do 79'                 |
| 25.                    | 07.06.2025             | East Hartford          | Turcja                 |                        | 1:2                    | Towarzyski                     | 90'                    |
| 26.                    | 16.06.2025             | San Jose               | Trynidad i Tobago      |                        | 5:0                    | Złoty Puchar CONCACAF 2025     | do 87'                 |
| 27.                    | 20.06.2025             | Austin                 | Arabia Saudyjska       | Gol                    | 1:0                    | Złoty Puchar CONCACAF 2025     | 90'                    |
| 28.                    | 23.06.2025             | Arlington              | Haiti                  |                        | 2:1                    | Złoty Puchar CONCACAF 2025     | 90'                    |

## Sukcesy
Bayern Monachium
- Mistrzostwo Niemiec: 2020
- Superpuchar Niemiec: 2020
- Superpuchar Europy UEFA: 2020[41]

Bayern II Monachium
- Mistrzostwo 3. Fußball-Ligi: 2020

Reprezentacja Stanów Zjednoczonych U-20
- Mistrzostwo Ameryki Północnej U-20: 2018

## Życie prywatne
Ojciec Chrisa Richardsa – Ken, grał w koszykówkę w Birmingham–Southern College, a także zawodowo w Australii, Boliwii i Islandii.